# Christian Bohnhof

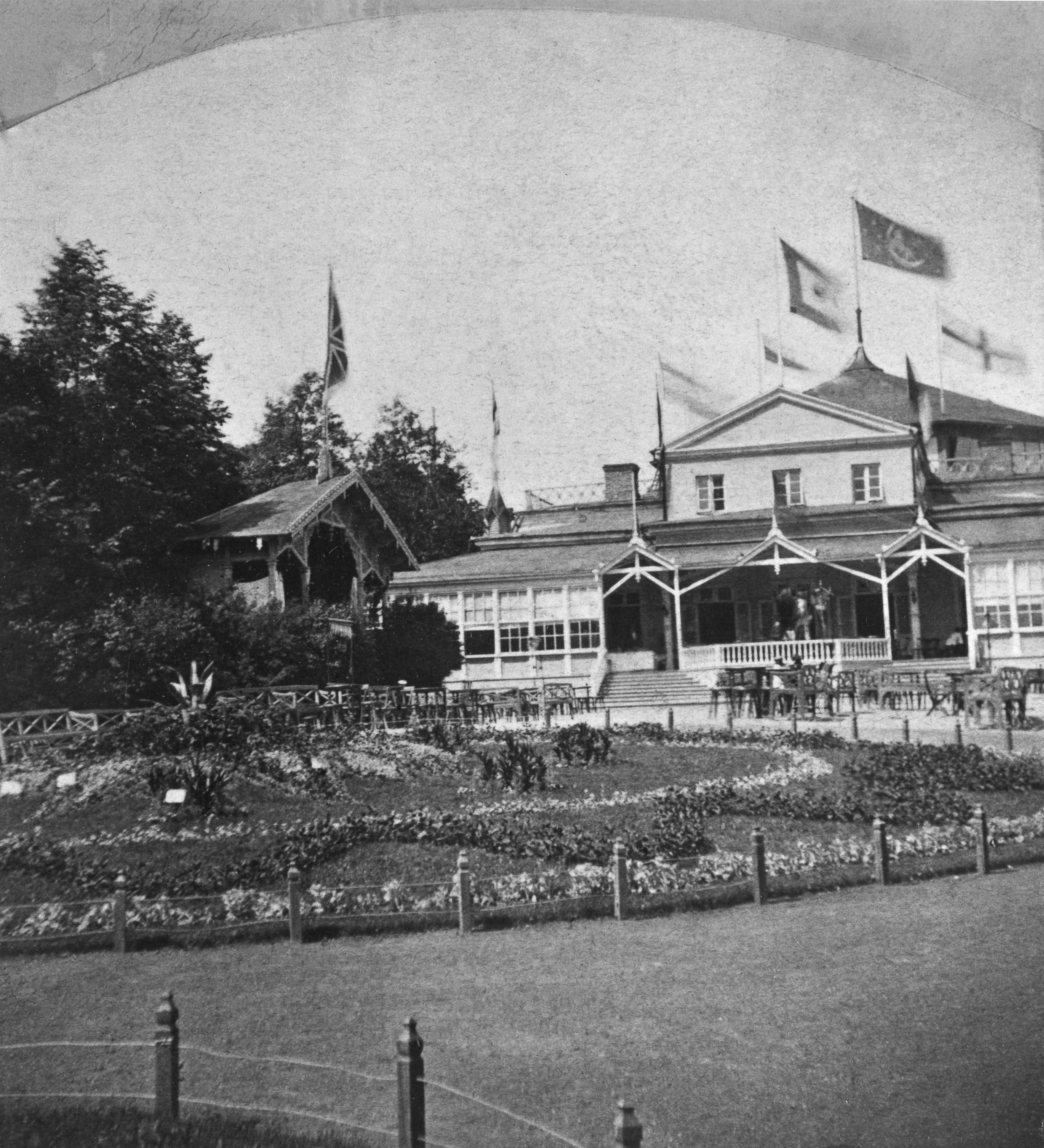
Planteringsarrangemang av Christian Bohnhof framför Brunnshuset vid Finlands allmänna industriutställning 1876

Christian Bohnhof, född 1822 i Wismar i Mecklenburg-Schwerin, död 27 januari 1881 i Helsingfors, var en tysk-finländsk trädgårdsmästare.
Christian Bohnhof utbildade sig till trädgårdsmästare vid de kejserliga trädgårdarna i Sankt Petersburg i Ryssland. Han anställdes 1844 av Nikolaj Sinebrychoff som trädgårdsmästare för Sinebrychoffs stora privata park i Sandviken i Helsingfors. På vintern sålde han blommor, som han odlade i växthuset. 
År 1858 arrenderade Christian Bohnhof en handelsträdgård av Helsingfors stad på Arkadiabacken i det så kallade villaområdet Arkadia, nära nuvarande Lilla parlamentet, där han började driva upp och sälja snittblommor, frön och plantor av prydnadsväxter. År 1871 grundade Bohnhof Finlands första blomsteraffärer i Helsingfors och Åbo. 
Under 1840-1860-talen använde Helsingfors stad privata trädgårdsmästare för att underhålla stadens parker. Hyresavtalet för Arkadiafastigheten ska ha inneburit en skyldighet att sköta offentliga planteringar. 
Christian Bohnhof svarade för blomsterarrangemangen på Finlands allmänna industriutställning 1876 utanför Brunnshuset. Det finns fortfarande exemplar av sällsynta arter av träd och buskar från Bohnhofs handelsträdgård i Helsingfors äldre parker.
Han var gift med Christina Eichstedt från Hamburg. Paret hade sex barn, bland andra döttrarna Anna Bohnhof (1860–1946), som var språklärare på skolor i Helsingfors, och Bertha Paulig, som var gift med den tysk-finländske fabrikören Gustav Paulig.